# چیرون

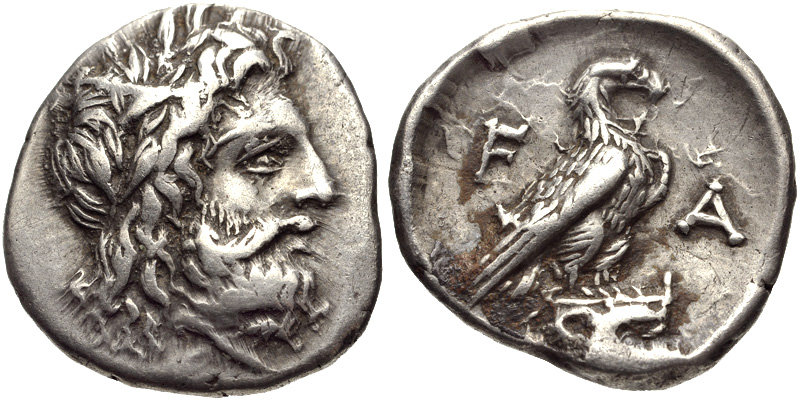
همیدراکم، ۳۵۲-۳۴۸ پیش از میلاد، المپیا. المپیاد ۱۰۷-۱۰۸

چیرون پلینی (به انگلیسی: Chaeron of Pellene) کشتی‌گیر و دژسالار از پلن، آخای باستان بود.
چیرون دو بار در بازی‌های ایستمی، از بازی‌های پان‌هلنیک یونان باستان، و چهار بار در بازی‌های المپیک باستان، بین سال‌های ۳۴۴ پیش از میلاد و ۳۵۶ پیش از میلاد برنده شد. اسکندر مقدونی او را حاکم پلن کرد. گفته می‌شود که مردم پلن حتی از ذکر نام چیرون خودداری می‌کردند.
شاید به‌دلیل مطالعه او دربارهٔ افلاطون و گزنوکراتس اعتقاد بر این بود که او اشراف پلن را تبعید کرده و زنان و دارایی‌های آن‌ها را به بردگانشان بخشیده است.
آثنئیوس بیان می‌کند:
و این‌ها اکنون برخی از اعضای آکادمی هستند که با رسوایی و بدنامی زندگی می‌کنند؛ زیرا از راه‌های غیرطبیعی و ناروا ثروت هنگفتی را با حیله به‌دست آورده‌اند، و اکنون بسیار مورد توجه قرار گرفته‌اند. چیرون پلینی، که نه تنها شاگرد افلاطون، بلکه گزنوکراتس نیز بود، با غصب قدرت در کشورش، نه تنها با فضیلت‌ترین مردان شهر را تبعید کرد، بلکه دارایی اربابان را نیز به بردگانشان بخشید و زنان آن‌ها را نیز به آن‌ها بخشید. زنان را وادار کرد تا آن‌ها را به‌عنوان شوهر خود بپذیرند. او تمام این ایده‌های تحسین‌برانگیز از آن جمهوری عالی و آن قوانین غیرقانونی افلاطون را دارا بود.